# Interstate 86 (Ost)
Die Interstate 86 (Abkürzung I-86) ist ein Teil des Interstate-Highwaysystems in den Vereinigten Staaten. Sie verläuft für 222,26 Meilen (358 km) durch das nordwestliche Pennsylvania (Erie Triangle) und die südwestlichen Gebiete von New York, die auch als Southern Tier bezeichnet werden. Die Autobahn besteht aus zwei Abschnitten: der längere beginnt an einer Kreuzung mit der I-90 und endet kurz vor der Grenze zwischen Chemung County und Tioga County an der Grenze zu Pennsylvania. Der zweite Abschnitt verläuft von der I-81 östlich von Binghamton zur New York State Route 79 (NY 79) in Windsor. Wenn die New York State Route 17 als Autobahn ausgebaut sein wird, wird die I-86 durchgehend von der I-90 nahe Erie zum New York State Thruway (I-87) in Woodbury verlaufen. Westlich der I-81 ist die I-86 auch als Southern Tier Expressway bekannt, östlich von der I-81 als Southern Tier Quickway.
Die Interstate läuft für 11 Kilometer durch Pennsylvania und für 346 Kilometer in New York. Mit Ausnahme eines 2.4-Kilometer-Abschnitts der New York State Route 17, die zur I-86 ausgebaut werden soll, der sich ebenfalls in Pennsylvania befindet, bleibt die I-86 danach im Bundesstaat New York. Dieser kurze Abschnitt stellt hierbei eine Ausnahmesituation dar, da er trotz seiner Lage in Pennsylvania vom New York State Department of Transportation unterhalten wird.

## Routenbeschreibung
| Meilen | km  | Staat        |  |
|        |     |              |  |
| 7      | 11  | Pennsylvania |  |
| 215    | 346 | New York     |  |
|        |     |              |  |
| 222    | 358 | Total        |  |

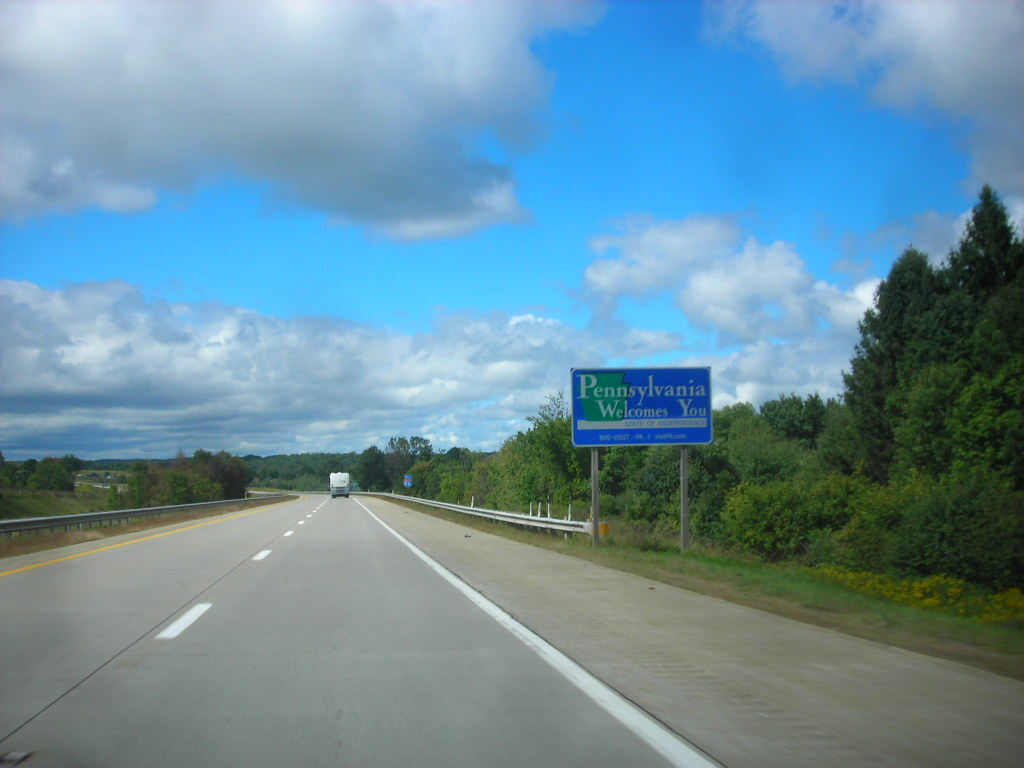
I-86 im Erie County auf der Grenze zu Pennsylvania

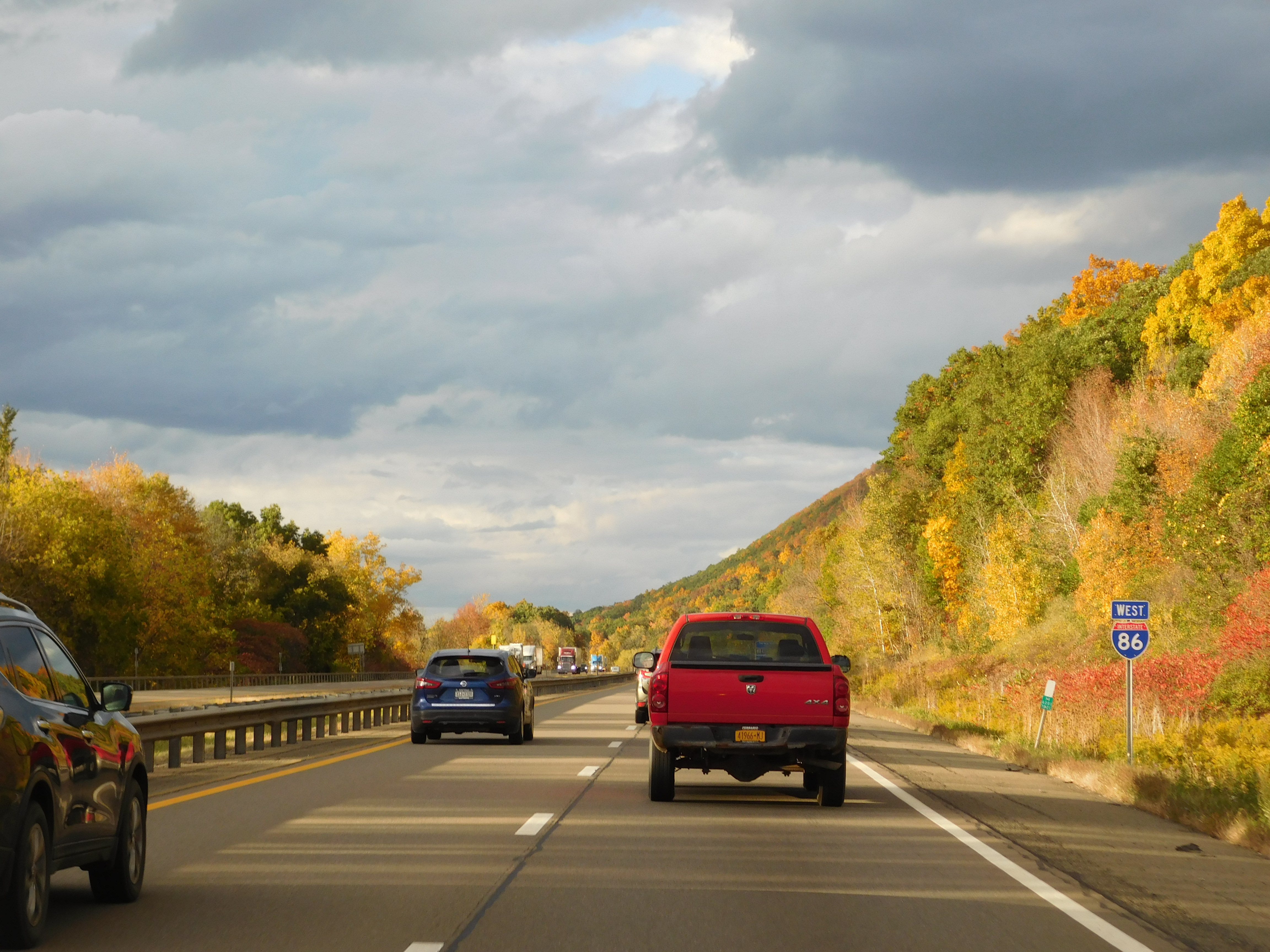
I-86 im Chemung County

Die I-86 beginnt in Pennsylvania an einer Kreuzung mit der I-90. Als sie wenig später nach New York überwechselt, verläuft sie gemeinsam mit der State Route 17. Nachdem die Straße den Chautauqua Lake auf einer Brücke überquert hat, verläuft sie am nördlichen Seeufer weiter nach Jamestown. Von dort aus verläuft die Erie Railroad von Chicago bis nach Salamanca und weiter nach Olean durch Flusstäler parallel zur I-86.
In Belvidere biegt die Erie Railroad nach Südosten ab und trennt sich somit von der I-86, die nordöstlich nach Angelica und weiter nach Almond verläuft. Dort trifft die I-86 wieder auf die Erie Railroad, von der sie sich jedoch bald wieder trennt. Nördlich von Bath trifft die Straße auf die I-390.
Von dort aus verläuft der Interstate Highway nach Südosten nach Painted Post, wo er auf die Interstate 99 trifft, und weiter nach Horseheads und Elmira. Wenig später, kurz vor der Grenze nach Pennsylvania, endet die I-86. Ein kurzer Abschnitt östlich von Binghamton ist auch bereits als I-86 beschildert, was eine Lücke in der Autobahn entstehen lässt.

## Geschichte

### Ursprünge
Die erste lange Überlandverbindung durch das Gebiet der heutigen I-86 war die New York State Route 17. Sie wurde 1924 beschildert. Größtenteils verläuft diese Strecke parallel zur oder auf der alten Trasse der NY 17, teilweise jedoch auch auf anderen Strecken.

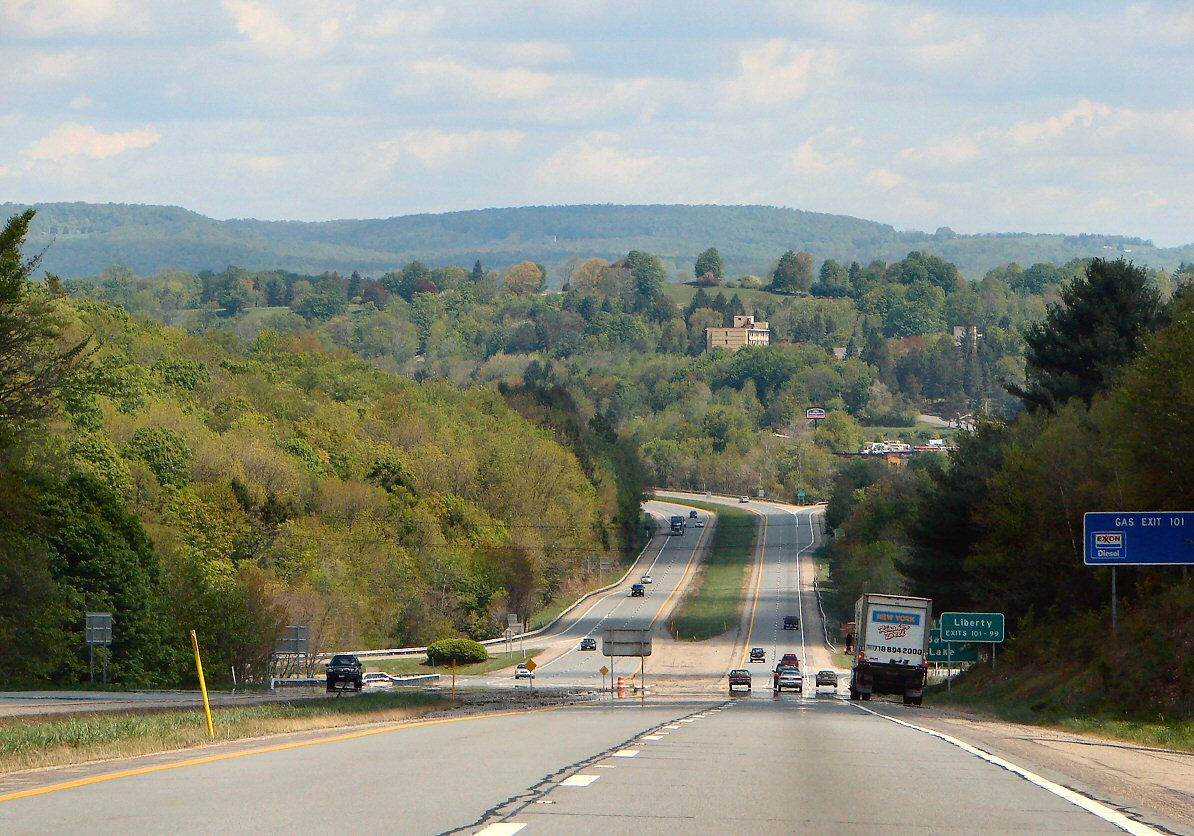
Zukünftige I-86 in Liberty

In den späten 1940er-Jahren führte der Abschnitt der NY 17 in den Catskill Mountains immer wieder zu langen Staus, vor allem wegen engen Kurven und der geringen Spurbreite. Deshalb begann man mit Plänen für eine Autobahn vom New York State Thruway in Harriman zu den Catskill Mountains. Der Bau begann 1947. Der erste Abschnitt, eine Umfahrungsstraße von Middletown, wurde 1951 eröffnet. 1954 ereigneten sich mehrere schwere Unfälle auf der alten NY 17, wodurch der Bau der Autobahn eine höhere Priorität erhielt.
Die Strecke wurde zuerst nach Osten erweitert. Chester wurde im Oktober 1954 erreicht, der Thruway in Harriman 1955. Im Westen wurde die Straße in mehreren Abschnitten auf der alten Trasse der Gleise der New York, Ontario & Western Railway gebaut. Der letzte Abschnitt wurde hierbei 1960 fertiggestellt.
1969 war die neue Straße durchgehend zwischen Harriman und Binghamton befahrbar, mit weiteren Straßen kam man bis New York. Außerdem verband sie den New York State Thruway (I-87) mit der I-81. Obwohl der Highway nicht komplett auf Interstate-Highway-Standards ausgebaut war – er enthielt zum Beispiel einen Bahnübergang und zwei Abschnitte mit Kreuzungen – war er ein Erfolg und konnte die Fahrtzeit um die Hälfte, die Unfallrate sogar um 70 % reduzieren.

### Southern Tier Expressway

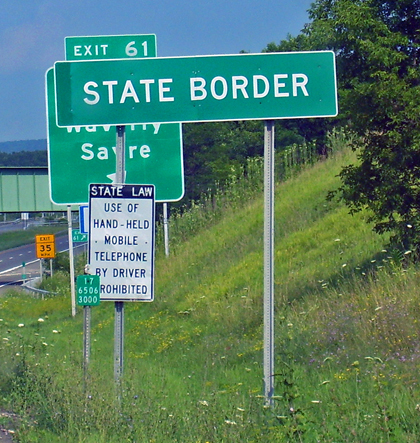
Schild auf der NY 17 nach dem kurzen Abschnitt in Pennsylvania

Der damalige Gouverneur von New York, Thomas E. Dewey, schlug im Februar 1953 vor, eine Autostraße von der I-90 nach Binghamton zu bauen. Die ersten vier Abschnitte des sogenannten Southern Tier Expressway wurden um 1960 fertiggestellt. Durch den Bau der Straße wurde der Großteil der Stadt Red House zerstört. Ein fünfter und sechster Abschnitt wurden 1969 eröffnet.

Schild für den Southern Tier Expressway

Innerhalb der nächsten drei Jahren wurden weitere vier Abschnitte fertiggestellt. 1972 wurden weitere Lücken im Streckenverlauf gefüllt und der Highway wurde westlich nach Falconer und östlich nach Waverly erweitert. Ein weiterer fehlender Abschnitt zwischen Waverly und Nichols wurde 1974 fertiggestellt. Der Abschnitt in und um Waverly sollte ursprünglich rechts von der Delaware, Lackawanna and Western Railroad verlaufen, später wurde sich jedoch aus finanziellen Gründen dazu entschieden, die Strecke durch Pennsylvania verlaufen zu lassen.
Drei weitere Abschnitte wurden 1974 fertiggestellt. Dabei waren zwei Erweiterungen bereits existierender Abschnitte, während der dritte von Allegany nach Hinsdale von den restlichen Abschnitten isoliert war. 1975 wurde jedoch auch dieser Abschnitt mit einer Straße zwischen Belvidere und Hinsdale an die restliche Autostraße angeschlossen. 1977 wurde der Highway nach Bemus Point im Westen erweitert. 1980 wurde mit einer Erweiterung nach Erie, Pennsylvania begonnen. Der Abschnitt bis zur Grenze zu Pennsylvania wurde 1985 fertiggestellt, der Lückenschluss zwischen der I-90 zur Grenze 1989. Ursprünglich sollte die Straße zwischen der I-90 und dem Chautauqua Lake nur zweistreifig laufen. 1997 wurden zwei zusätzliche Streifen gebaut, um auch diesen Abschnitt auf Interstate-Highway-Standards zu bringen.

#### Salamanca und Corning
Der Bau des Highways zwischen Salamanca und Allegany verzögerte sich um mehrere Jahre. Grund dafür waren mehrere Mitglieder der Seneca Nation, einem Indianerstamm der Region, die gegen den Bau der Autobahn durch die Allegany Indian Reservation waren. Am 29. Juni 1976 einigte sich der Staat New York mit den Indianern darauf, dass der Highway für eine Zahlung von 1,8 Millionen US-Dollar (6,42 Millionen im Jahr 2019) an die Indianer und Grundstückseigentümer gebaut werden dürfe. Als Ausgleich erhielten die Seneca außerdem 3,22 km2 Land und mehrere Steuer- und Regulierungsbefreiungen. Der Bau des Abschnitts begann 1982. Eine Umfahrung von Salamanca wurde 1985 fertiggestellt.

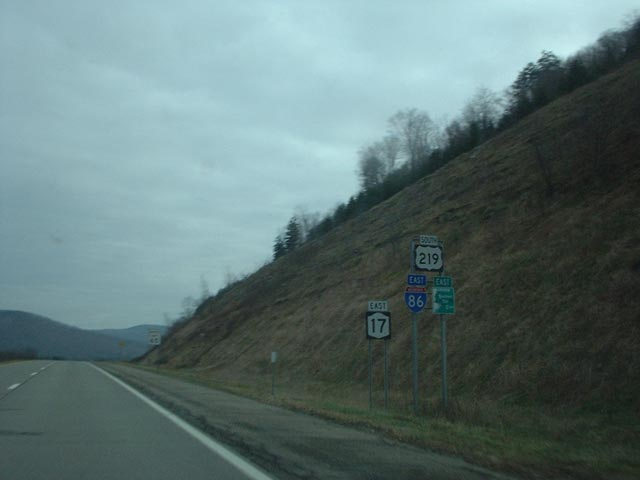
I-86 und US 219 nahe Salamanca

Am 21. Juli 1985 wurden die Bauarbeiten von protestierenden Seneca-Indianern gestoppt, die die Autorität der Seneca-Nation nicht akzeptierten und mit dem Bau des Highways nicht einverstanden waren. Der Protest wurde zum Teil von zwei Eigentümern von Grundstücken, über die der Highway verlaufen sollte, organisiert. Man überlegte, die Autobahn zu verlegen, um den umstrittenen Abschnitt zu umgehen, die Indianer räumten das Lager jedoch fünf Tage später. Im August wurde eine Verfügung erlassen, die weitere Unterbrechungen des Autobahnbaus untersagte, sodass die Arbeiten wieder aufgenommen werden konnten. Der Abschnitt wurde in mehreren Etappen bis 1995 gebaut.
Ungefähr zur selben Zeit wurde die Umfahrung von Corning fertiggestellt. Dadurch wurde die letzte Lücke im Highway geschlossen. Damals wurde er jedoch noch als PA 17 und NY 17 ausgeschildert.

### Beschilderung
Die komplette Strecke von Erie nach Binghamton ist als Corridor T des Appalachian Development Highway System markiert.
Am 3. Dezember 1999 wurden die gesamte PA 17 und die westlichsten 285 km der NY 17 als I-86 ausgeschildert. Die Beschilderung wurde am 28. Januar 2004 um 13 Kilometer bis Horseheads erweitert, nachdem der Abschnitt ausgebaut wurde. Am 1. Mai 2006 wurde auch der Abschnitt östlich von Binghamton als I-86 ausgeschildert. 2008 wurden weitere 9,5 Kilometer zwischen Horseheads und Elmira zur I-86 hinzugefügt.

## Zukunft
1998 unterzeichnete der damalige Gouverneur George Pataki ein Gesetz, welches die gesamte NY 17 zu einem Interstate umwandeln sollte. Zudem sagte er, dass dieser Prozess 2009 abgeschlossen sein sollte. Durch fehlende finanzielle Mittel konnte dieses Datum jedoch nicht erreicht werden. Das fehlende Stück zwischen Chemung und Binghamton ist zwar zum Großteil bereits auf Interstate-Highway-Standards ausgebaut, jedoch noch nicht als I-86 ausgeschildert.
Die Arbeiten zum Umbau des Autobahnabschnitts östlich von Windsor werden voraussichtlich deutlich umfangreicher sein als die Arbeiten westlich von Binghamton. Aktuell sind dort nur sehr wenige Abschnitte auf Interstate-Highway-Standards ausgebaut. Wann diese Bauarbeiten abgeschlossen sein werden, ist noch unklar.